# Monilispira
Monilispira là một chi ốc biển, là động vật thân mềm chân bụng sống ở biển trong họ Turridae.

## Các loài
Các loài thuộc chi Monilispira bao gồm:
- Monilispira bandata (Nowell-Usticke, 1969)[2]
- Monilispira circumcincta Nowell-Usticke, 1969[3]